# Vorarlberg
Vorarlberg er den vestligst beliggende delstat i Østrig og den næstmindste af de 9 delstater. Vorarlberg ligger mellem Bodensøen, Rhinen og Arlbergpasset. Vorarlberg grænser mod Tyskland (Bayern), Schweiz (St. Gallen og Graubünden) og Liechtenstein samt den østrigske delstat Tyrol. Delstaten har flere vintersportssteder, og turisme er en vigtig indtægtskilde, ligesom jern- og metalindustri har stor økonomisk betydning for regionen.
Den tyske dialekt, som tales i Vorarlberg (alemannisk), er nærmere beslægtet med dialekterne i Schweiz og det sydvestlige Tyskland end med de bairiske dialekter i resten af Østrig.

## Geografi
Delstatens navn Vorarlberg betyder på dansk "foran Arlberg" og stammer fra 1750, da Maria Theresia af Østrig og Joseph II. som led i den store statsreform af Østrig besluttede at sammenlægge 24 små lande under én samlet forvaltningsenhed.
Vorarlberg har et samlet areal på 2.601 km² og er Østrigs næstmindste delstat efter Wien. 35,2 % af delstaten er dækket af skov, 24,4 % er bjergområder, 16,5 % er landbrugsareal og 3,3 % af arealet er bebygget. Af Vorarlbergs 232 km statsgrænse er grænsen til Liechtenstein 35 km, til Schweiz 107 km og til Tyskland udgør grænsen 110 km. Mod øst grænser Vorarlberg til Tyrol med en grænselængde på blot 69 km. Den vigtigste forbindelse til Tyrol og resten af Østrig går gennem Arlbergpasset (1.793 m).
Landskabsmæssigt er Vorarlberg præget af den vestligste del af de Nordlige Kalkalper i Østalperne med bjerggrupperne Bregenzerwaldgebirge og Lechquellengebirge samt Silvretta og Rätikon mod syd. Mod vest, hvor også den største befolkningstæthed findes, ligger Rhindalen, der i nord udgår fra Bodensøen og i syd ender ved trelandegrænsen mellem Liechtenstein, Schweiz og Østrig, der samtidig er Østrigs vestligste punkt. 76 % af Vorarlbergs befolkning bor i Rhindalen, der kun udgør 28 % af delstatens samlede areal. Mod sydøst ligger Silvretta-bjergkæden, hvor også Vorarlbergs højeste bjerg Piz Buin (3.312 m) ligger. Grænsen mellem Østrig og Schweiz krydser toppen af Piz Buin. I Silvretta udspringer Ill-floden og danner mod nordvest en floddal, hvor Bludenz og Feldkirch ligger, inden floden udmunder i Rhinen nordøst for Feldkirch.
I delstatens nordøstlige hjørne ligger Kleinwalsertal med kommunen Mittelberg, der på grund af dens beliggende i Allgäuer Alperne ikke har direkte vejforbindelse fra Østrig. Byerne i Kleinwalsertal kan kun nås via vej fra Bayern, og de har både tysk og østrigsk postnummer.
Største byer målt på indbyggertal i Vorarlberg er (indbyggertal pr. 31.12.2012):
- Dornbirn (46.571)
- Feldkirch (31.182)
- Bregenz (28.157)
- Bludenz (13.815)
- Lustenau (21.360)

Naturreservatet Rheindelta er det største vådområde ved Bodensøen og er et af de vigtigste avls- og hvileområder for fugle. Naturreservatet Großes Walsertal var den første naturpark i Vorarlberg, og er af UNESCO udnævnt til biosfærereservat. Indenfor UNESCO's biosfæreprogram Man and Biosphere (MAB), er et biosfærereservat på kommunalt grundlag unik. Inddragelsen af kultur, uddannelse og vedvarende energi i konceptet naturreservat bør også nævnes.
Dalen Ebnit med bl.a. Rappenlochschlucht og Alplochschlucht (se Dornbirner Ach) er et af de mest spektakulære naturoplevelser i Rhindalen. Slugterne kan nås via Dornbirn, men kun fra april til oktober - udenfor sæsonen er der risiko for nedfaldende klippestykker.

### Bjerge
I det sydøstlige hjørne af Vorarlberg, ligger delstatens højeste bjerg Piz Buin (3.312 m) på grænsen til Schweiz i bjergkæden Silvretta. Nordvest for Silvretta ligger bjergkæden Rätikon, der udgør den geologiske grænse mellem Østalperne og Vestalperne, og nord for Silvretta ligger bjergkæden Verwall på grænsen til Tyrol.
Længere nordligt ligger bjerggrupperne Lechquellengebirge og Bregenzerwaldgebirge i de Nordlige Kalkalper.
Markante bjerge i Vorarlberg er:
- Piz Buin (Silvretta), 3.312 m
- Schesaplana (Rätikon), 2.965 m
- Rote Wand (Lechquellengebirge), 2.704 m
- Zimba (Rätikon), 2.643 m
- Diedamskopf (Allgäuer Alpeerne), 2.090 m
- Drei Schwestern (Rätikon), 2.053 m
- Pfänder (Allgäuer Alperne), 1.064 m

Bjergtoppen Zimba er en af de mest berømte klatrebjerge i Vorarlberg med 2643 m.o.H. Da bjergets form, uanset fra hvilken retning man ellers kigger på den, minder om et horn kaldes bjerget også Vorarlberger Matterhorn. Klatreturene er ikke for vanskelige, men bør ikke undervurderes.
Vorarlberg er i øst forbundet til det øvrige Østrig gennem 3 bjergpas: Arlberg, Hichtannberg (mellem Allgäuer Alperne og Lechquellengebirge) og Bielerhöhe (i Silvretta mellem Montafon og Paznauntal).

### Floder og søer
Delstatens vigtigste floder er Rhinen (som danner statsgrænse til Schweiz og Liechtenstein) og Ill (der flyder gennem Montafon og Walgau inden den munder ud i Rhinen ved Meiningen nordøst for Feldkirch), Bregenzer Ach og Dornbirner Ach, (der afvander store dele af Bregenzerwald). Lech udspringer i Lechquellengebirge og flyder mod øst til Tyrol, hvorefter floden fortsætter gennem Bayern og munder ud i Donau-floden.
Bodensøen er Vorarlbergs største sø, hvoraf 28 km af søens bred ligger i delstaten. Øvrige søer i Vorarlberg er opdæmmede søer ifm. kraftværker. De vigtigste af disse er Lünersee (1.65 km²), Stausee Kops (1,0 km²) og Silvretta-Stausee (1,31 km²).

### Dale
Det bjergrige Vorarlberg er geografisk struktureret hovedsageligt af dale og deres floder: Alpenrheintal med Rhinen og Walgau (ikke at forveksle med Wallgau i Bayern, Tyskland) med Ill er de mest befolkede områder. Yderligere dale og deres floder er Montafon (Ill), Klostertal (Alfenz), Großes Walsertal (Lutz), Brandnertal (Alvier), Laternsertal (Frutz), Leiblachtal (Leiblach), Bregenzerwald (Bregenzer Ach), Kleinwalsertal (Breitach) og Lechtal (Lech) i Arlberg-området.

### Bjergpas
Vorarlberg er forbundet i øst via tre bjergpas med resten af Østrig, som ikke eller kun delvist kan passeres hele året. Disse pas er Arlberg, Hochtannbergpass (forbinder egentlig Bregenzerachtal med den øverste del af Lechtal) og Bielerhöhe i Silvretta (mellem Montafon og Paznauntal). Flexenpass forbinder den øverste del af Lechtal, Klostertal og Arlberg. Furkajoch, der forbinder Rhindalen via Laternsertal med det indre Bregenzerwald (Damüls), er ikke passerbar året rundt. To andre vigtige pas indenfor Vorarlberg er Bödele (Losenpass i 1140 m højde) mellem Dornbirn eller Rhindalen, samt Bregenzerwald og Faschinajoch, hvor der findes en landevej der går fra Bregenzerwald og ind i Großwalsertal, samt videre ind i Walgau.

## Befolkning
Vorarlberg har 388.711 indbyggere (2017), hvilket svarer til 4,4 % af Østrigs befolkning. Vorarlberg er befolkningsmæssigt Østrigs næstmindste delstat. Antallet af udlændinge udgør 13,4 %. Største udenlandske befolkningsgrupper er fra Tyrkiet (26 % af udlændinge), Tyskland (26 %), tidligere Jugoslavien (18,5 %), Schweiz (4 %) og Italien (3,7 %).
Befolkningstallet har siden 1869 udviklet sig således i Vorarlberg:
- 1869: 102.702
- 1900: 129.237
- 1923: 139.979
- 1951: 193.657
- 1971: 277.154
- 1991: 331.930

Befolkningsfremskrivningen i Vorarlberg viser, at der i 2030 vil være 399.079 indbyggere og i 2050 412.015. Befolkningsvæksten fra 2012 til 2050 vil derfor være 11 %. Andelen af ældre over 60 år forventes at udvikle sig fra 21,2 % af befolkning til 33,3 %. Andelen af indbyggere i aldersgruppen 15-60 år forventes af falde fra 62,4 % i 2012 til 52,8 % i 2050.

### Religion
I følge folketællingen fra 2001 er 78 % af Vorarlbergs befolkning tilhører den romerskkatolske kirke, 2,2 % bekender sig til den protestantiske kirke, 8,4 % bekender sig til islamisme og 6 % bekender sig ikke til en trosretning.

### Sprog
I modsætning til det resterende Østrig taler man i Vorarlberg ikke bairisk dialekt men derimod alemannisk dialekt, som er beslægtet med schweizertysk, sydvesttysk alemannisk eller schwabisk. Alemannisk adskiller sig særligt fra den bairiske dialekt gennem udtalen, som kan vanskeliggøre forståelsen for ellers tyskkyndige. Det er f.eks. karakteristisk, at -st udtales -sch ("er ist" udtales "är isch"), ligesom anvendelsen af diminutiv er udbredt (f.eks. "Ländle" i stedet for "Land"). Sammentrækning af ord er også almindeligt forekommende og kan gøre dialekten særligt svær at forstå for øvrige tyske dialekter (f.eks. "i han gse:t" i stedet for "ich habe gesagt"). Alemannisk har endvidere et vist eget ordforråd.

## Historie
Den første større bosættelse af mennesker inden for Vorarlbergs område finder sted omkring 1500 f.kr. omkring det nuværende Bregenz. Omkring 400 f.kr. bosætter kelterstammen Brigantier sig i Vorarlberg.
Omkring 15 f.kr. bliver Vorarlberg erobret af romerne og bliver en del af provinsen Raetia. Den vigtigste bosættelse med 1.500 indbyggere er Brigantium (benævnt efter kelterstammen Brigantier), der senere bliver til Bregenz. Romerne anlægger desuden flere transitveje gennem Vorarlberg. I 259 e.kr. bliver Brigantium ødelagt af Alemannerne, men genopbygges atter.
Alemannerne etablerer flere bosættelser i Vorarlberg og fortrænger den rætoromanske befolkning. Mellem 610 og 612 omvender de irske missionærer Gallus og Kolumban Vorarlberg til kristendommen, og i 719 bliver Klosteret i St. Gallen grundlagt.
På samme tid kommer Vorarlberg under frankisk herredømme og bliver i 843 en del af det østfrankiske rige.

### Middelalder
I middelalderen blev områdets nuværende østgrænse ved Arlberg fastlagt. Vorarlberg var opdelt i områder, der blev forvaltet af grever. Grevskabet Bregenz blev indtil midten af det 12. århundrede regeret af adelsslægten Udalrichinger, der gennem deres slægtskab med karolingerne fik ejerskabet af grevskabet.
Greverne af Bregenz og Klosteret i St. Gallen udviklede sig til bitre rivaler, der nåede et højdepunkt i 1170'erne, da Klosteret i St. Gallen under investiturstriden tog kejser Henrik IV.'s parti, mens greverne i Bregenz stod på pave Gregor VII.'s side. Den schwabiske Welf-slægt stod i forbund med pavemagten, og da Welf IV. gennemførte et felttogt langs Rhinen i 1079 annekterede han Klosteret i St. Gallens besiddelser og underlagde dem sine klostre Weingarten Kloster og Kloster Hofen (det nuværende Friedrichshafen).
I 1150 døde greve Rudolf af Bregenz og dermed den sidste mandlige gren af Udalrichinger-slægten. Grevskabet fordeltes mellem svigersønnen Pfalzgreve Hugo I. af Thübingen og den fjernere slægtning Rudolf von Pfullendorf. Da Pfalzgreve Hugo døde i 1182 overlod han Pfalzgrevetitlen og alle Tübinger-besiddelserne til den ældste søn Rudolf. Hans anden søn Hugo overtog i stedet Bregenzer-arven. Hugo grundlagde omkring år 1200 byen Feldkirch og opførte omkring år 1260 borgen Schattenburg. Han tilegnede sig i 1206 adelsnavnet von Montfort.
Bregenz grundlægges som by i midten af det 13. århundrede, og Bludenz opstår i perioden mellem 1264 og 1268.
Hugos 2 sønner, Hugo II. og Rudolf delte deres fædrene arv i 2 dele, og omkring 1270 delte Montfort-greverne sig tre linjer. I 1338 uddøde Bregenzer-linjen af Montfort-greverne, og grevskabet Bregenz deltes mellem de to øvrige linjer. I 1337 indgik den ene af de to resterende grevefamilier, Montfort-Feldkirch-linjen en alliance med hertugerne af Østrig, og Huset Habsburg fik dermed indflydelse i dele af Vorarlberg. I 1363 øgedes Habsburgernes indflydelse i området, da Rudolf IV. af Østrig købte adelsslægten Thumb von Neuburgs besiddelser samtidig med at Rudolf havde erhvervet Tyrol. I de følgende 500 år faldt flere og flere herskaber og grevskaber i Vorarlberg i Habsburgernes hænder. Frem til 1752 var områderne i Vorarlberg underlagt den kejserlige administration i Innsbruck.
I 1391 etableres den første stænderforsamling, der adskilte sig fra Østrigs øvrige forsamlinger ved, at kun borgere og bønder, og dermed ikke adel og gejstlige, kunne deltage i forsamlingerne. Landdagsforsamlingerne var baseret på sædvaneret, og fungerede frem til 1808. 

### Statsreformer
Med Maria Theresias statsreformer oprettedes nye rets- og administrationskredse, og Josef II.'s reformer af Østrig betød fra 1780'erne, at der kom kirkelige reformer med lukning af klostre og ordner, samt en forvaltningsreform, der bl.a. betød at administrationen af Vorarlberg blev samlet under Vorderösterreich i Freiburg im Breisgau. Administrationen blev imidlertid flyttet tilbage til Innsbruck, og Vorarlberg kom sammen med Tyrol under bayerisk herredømme 1805 - 1814 som følge af Freden i Bratislava efter Den tredje koalition.
I 1861 bliver Vorarlberg kronland med egen Landdag, men er forvaltningsmæssigt fortsat underlagt den kejserlig statholder i Innsbruck.
Industrialiseringen giver Vorarlberg et økonomisk opsving. I 1870'erne etableres flere tekstilindustrier, og jernbanestrækningen Lindau - Bludenz, der jernbanemæssigt binder Vorarlberg sammen med Schweiz og Tyskland, åbnes. I 1884 blev fortsættelsen, kaldet Arlbergbahn, åbnet, og den forbinder delstaten med resten af Østrig.

### Det 20. århundrede
Efter det habsburgske monarks sammenbrud i 1918 udskilte Vorarlberg sin forvaltning fra Tyrol, og den provisoriske landsforsamling besluttede den 3. november, at Vorarlberg skulle være et selvstændigt land inden for rammerne at Tysk-Østrig. Vorarlberg iværksatte imidlertid en folkeafstemning om at indlede forhandlinger med Schweiz om indlemmelse i nabostaten. Folkeafstemningen i 1919 viste, at knap 80 procent af befolkningen støttede denne ide. Schweiz havde imidlertid en begrænset interesse i en sammenslutning, bl.a. fordi det kunne betyde en forskydning i den sproglige og kulturelle balance i Schweiz. Det kom derfor aldrig til forhandlinger mellem de to lande. Med Saint-Germain-traktatens fastlæggelse af Østrigs grænser i 1919 blev diskussionen om Vorarlbergs statstilhørsforhold endeligt standset. Vorarlberg forblev en del af Østrig.
Efter Østrigs Anschluss til Nazi-Tyskland i marts 1938 blev Vorarlberg lagt sammen med Tyrol i Reichsgau Tirol-Vorarlberg. Hovedkvarteret lå i Innsbruck og var underlagt ledelsen i München. Nationalsocialismen havde umiddelbart ikke det store fodfæste i Vorarlberg før Anschluss. I marts 1938 havde NSDAP godt 4.000 medlemmer i Vorarlberg, hvilket var under gennemsnittet i Østrig. Indbyggerne i Vorarlberg og Tyrol ændrede dog holdning til NSDAP i løbet af årene. I 1942 var Tirol-Vorarlberg med 70.348 partimedlemmer den østrigske Gau, der havde flest NSDAP-medlemmer i forhold til befolkningstallet.
Efter 2. verdenskrig blev Vorarlberg sammen Tyrol en del af den franske besættelseszone. Den 25. november 1945 afholdtes det første demokratiske Landdagsvalg i Vorarlberg efter krigen, og besættelsesmagten overgav løbende mere kontrol til delstaten. Med den Østrigske Statstraktat og dannelse af den 2. østrigske republik blev Vorarlberg én af Østrigs 9 delstater.
Økonomisk stod Vorarlberg i en svær situation efter krigen. Mangel på råstof og arbejdskraft, samt handelsrestriktioner hæmmede et industrielt opsving. Men Vorarlsbergs tekstilindustri fik hurtigt en opblomstring og i begyndelsen af 1950'erne havde Vorarlberg i store træk overvundet efterkrigstidens problemer. I 1951 var halvdelen af beskæftigelsen i den industrielle sektor, mens den anden halvdel var beskæftiget inden for landbrug og tjenesteerhverv med en nogenlunde ligelig fordeling. I 1950'erne stod Vorarlberg for en fjerdedel af Østrigs samlede tekstileksport 
Krisen i 1970'erne betød imidlertid en ændring i Vorarlbergs industristruktur. Fra at tekstilindustrien i 1969 udgjorde 70 % af industriproduktionen udgjorde den kun 8 % i 2009. I dag er det jern- og metalindustri, som har den største andel på 50 %.

## Politik
Vorarlbergs landdag har 36 medlemmer, der vælges for en 5-årig periode. Delstatsregeringen består af 7 medlemmer og sammensættes efter majoritet, dvs. at det største parti eller en koalition danner regering.
Ved delstatsvalget den 21. september 2014 fordelte mandaterne i landdagen sig således:
- ÖVP, 16 mandater
- FPÖ, 9 mandater
- Die Grünen, 6 mandater
- SPÖ, 3 mandater
- NEOS, 2 mandater

ÖVP danner regering sammen med Die Grünen, og Markus Wallner fra ÖVP er delstatsformand.

## Administrativ inddeling
Bregenz er delstatens hovedstad, hvor Landdagen og delstatsregeringen har sæde. Bregenz har et indbyggertal på 28.157 (2012).
Vorarlbergs 96 kommuner (Gemeinden) er fordelt i fire amter (Bezirke), som er opkaldt efter deres forvaltningssteder (indbyggertal pr. 2017):
- Bludenz (63.179)
- Bregenz (132.915)
- Dornbirn (87.415)
- Feldkirch (105.202)

Der er ingen statutarbyer i Vorarlberg.
Forvaltningen er i Vorarlberg traditionelt organiseret decentralt, hvilket hænger sammen med, at Vorarlberg indtil 1918 ikke var et selvstændigt land. Der var derfor ingen delstatshovedstad (idet denne i mange år var placeret i Innsbruck). Forvaltningen blev derfor fordelt ud på de største byer. Selvom Bregenz er sæde for landdagen, indtager den som den tredjestørste by ikke samme centrale rolle som hovedstæderne i de øvrige delstater i Østrig.

## Kultur
Selvom mange traditionelle kulturelle institutioner forefindes i byerne, så er både arkitekturen (se nedenfor) og kulturelle skikke såsom Maiensäss en integreret del af den landlige kultur. Det samme gælder regionens oste, som f.eks. Vorarlberger Bergkäse.
I international sammenhæng er Vorarlberg kendt for Bregenzer Festspiele, der årligt tiltrækker over 150.000 gæster, der er interesserede i opera og klassisk musik. En stor scene ("Seebühne") bygget fra land og ud på Bodensøen er festivallens omdrejningspunkt, der siden 1946 afholdes årligt i juli og august. I tilknytning til festivalen åbnedes i 1980 Festspielhaus Bregenz, der har plads til 1765 gæster.
Den årlige Schubertiade regnes for verdens mest betydende Schubert-festival. I perioden maj til september afholdes årligt en række Schubert-opførelser med førende kunstnere, som tiltrækker omkring 30.000 gæster. Festivalen har været afholdt siden 1976.
vorarlberg museum er delstatens største museum med kunst og kulturhistorie for Vorarlberg. Museet er grundlagt i 1857 og besøges af knap 50.000 gæster årligt.
Med 87.000 besøgende i 2011 er det naturhistoriske museum Inatura i Dornbirn delstatens mest besøgte offentlige museum efterfulgt af Kunsthaus Bregenz, der er museum for samtidskunst med 65.500 besøgende.
poolbar-Festival finder årligt sted i juli og august i en forhenværende svømmehal i Feldkirch (Østrig). Wildpark Feldkirch er med 150.000 besøgende den største private kulturinstitution i Vorarlberg. Parken er grundlagt i 1963 og har omkring 160 dyr af 18 forskellige lokale dyrearter.
Største teater er Vorarlberger Landestheater i Bregenz, der blev grundlagt i 1945 og har godt 30.000 gæster årligt.
Alpinale er en årlig kortfilmsfestival, der siden 1985 er blevet afholdt i forskellige byer (fx Bludenz) i delstaten.

## Arkitektur
Arkitekturen i Vorarlberg er kendt over hele Europa som den nye Vorarlberger byggeskole ("Neue Vorarlberger Bauschule"). Betegnelsen henviser til baroktidens Vorarlberger Bauschule, mere specifikt til byggelauget Auer Zunft. Der var intet fælles program eller teoretisk manifest, og er ej heller grundlagt af arkitekter, men snarere som en fælles byggekultur i opposition mod det etablerede. Denne designretning anses for at være et af de vigtigste pionerer for den retning af arkitektur, som kendetegner hele det alpine område ("Neue Alpenarchitektur"). Byggeri skulle tilpasses omgivelserne og have udgangspunkt i bæredygtigt byggeri () fremfor de traditionelle alpine formsprog og byggemetoder. Ikke desto mindre er der formelle træk fra for eksempel Bregenzerwälderhaus og Montafonerhaus. Regionalt træ er, som det har været i århundreder i Alpeområdet, det foretrukne byggemateriale. Endnu et eksempel på kombinationen af moderne arkitektur i det offentlige rum er busstoppestederne i og omkring byen Krumbach, et projekt med navn BUS:STOP Krumbach.

### Veje ind i arkitekturen
Vorarlberger Architektur Institut og Vorarlberg Tourismus sammensat 11 dags- og halvdagsture gennem Vorarlberg. Turene fører gennem både by- og landområder. Turene er anbefalinger til individuelle opdagelsesrejser uden guide. De kan opleves med bil eller offentlig transport.
Turene inklusive kort kan man downlade via en app på forhånd, og man kan udforske Vorarlberg uafhængigt af tilgængeligt mobilnet.

### Eksempler på den første generation

#### Rækkehuse i Bludenz, Hans Purin 1964-1966
Bjergsidebegyggelse modelleret på en enkel og ressourcebesparende konstruktion, samt liv og levned i fællesskab - betragtes som denne retnings hovedværk for starten af 60'erne. Beboelsesetager blev bygget forskudt op langs bakkeskråningen, hvor noget af det håndværksmæssige blev udført af de senere indflyttere, så man på den måde kunne holde byggeomkostningerne moderate. En metode, der var langt forud for sin tid. Der opstod to typer etagebyggeri med haver. Den større (130 m² boligareal) udgør en række på tre, den mindre (102 m²) en række af ni huse; anlægget forvaltes af beboerne selv.

#### Bebyggelse Ruhwiesen i Schlins, Rudolf Wäger 1971/72
Bebyggelsen "Ruhwiesen", i østrigsk sammenhæng et pionerværk, som blev skabt som en radikalt sparsommelig trækonstruktion af et ejendomsfællesskab, hvor beboerne ligeledes selv deltog i byggeprocessen. De to grupper af tre stueetagehuse med fladt tag adskilles af en stålbetonkonstruktion. Fra skizzen, byggemetoden og facadeopdelingen opstod en økonomisk tankegang og rationel måde at tænke på, som ud fra simple byggemetoder er blevet arkitektur.

### Eksempler på anden generation

#### Boligkompleks Im Fang, Cooperative Dornbirn 1978/79
Anden generation af "Vorarlberger Baukünstler", Dietmar Eberle, Wolfgang Juen, Markus Koch, Norbert Mittersteiner, designede, under navnet "Cooperative Dornbirn" mens de stadig studerede, boligkomplekset Im Fang efter prototypiske byggeteknikker af Hans Purin, Rudolf Wäger m.fl. Grundtanken var at finde så enkle metoder som muligt, som også tillader menigmands deltagelse, så selv unge familier, der ellers ikke havde haft råd til det, kunne blive husejere. En snedker skuller konstruere en træskeletkonstruktion med et rastermål på 3,6 m på 6 dage. Tagdækning, VVS og øvrige installationer skulle udføres af professionelle håndværkere, resten af de kommende beboere selv.

#### Boligkompleks Ölzbündt, Hermann Kaufmann 1997
Systemet Ölzbündt kombinerer fordelene ved præfabrikeret træ af høj kvalitet med maksimalt økologisk energioptimering, og tilbyder i første omgang fleretagers beboelsesejendomme i passivt design til overkommelige priser.
Der blev bygget 13 boliger på 18 uger i et standardiseret "trækasse-esystem". Da der er tale om opvarmning med luft-til-luft varmepumpe bør vinduerne kun åbnes i længere tid om sommeren.

### Fremtrædende arkitekter
1960 opstod, udover enkeltmandsbyggefirmaer, de første bygningskunstner-kooperativer. Denne livlige evne til at danne netværk genstartede af flere omgange gennem årene.
| Første generation - Helmut Pfanner (1928-1972) - Guntram Mätzler (1930-2013) - Friedrich Wengler (1930-1979) - Max Fohn (1932-2011) - Leopold Kaufmann (f. 1932) Samarbejde med Helmut Einsentle og Bernhard Haeckel - Karl Sillaber (f. 1932) - Jakob Albrecht (f. 1933) - Arkitekten Hans Purin (1933-2010) - Heinz Wäger (f. 1936) - Norbert Schweitzer (f. 1938) - Gunter Wratzfeld (f. 1939) - Rudolf Wäger (f. 1941) - Heinz Wagner (f. 1941) - Werner Wertaschnigg (1941-2006) - Siegfried Wäger (f. 1942) - Walter K. Holzmüller (f. 1946) - Gerhard Hörburger (f. 1948) - Sture Larsen (f. 1948) - Norbert Mittersteiner (f. 1949) - Erich Steinmayr (f. 1949) - Bruno Spagolla (f. 1949) | Anden generation - Heinz-Peter Jehly (f. 1950) - Hans Riemelmoser (f. 1950) - Anton Fink (f. 1951) - Ernst Gieselbrecht (f. 1951) - Dietmar Eberle (f. 1952) - Roland Gnaiger (f. 1952) - Helmut Kuess (f. 1952) - Christian Lenz (f. 1952) - Wolfgang Juen (f. 1952) - Markus Koch (f. 1952) - Marion Rainer (f. 1952) - Walter Unterrainer (f. 1952) - Eckhard Amann (f. 1953) - Martin Häusle (f. 1953) - Theo Lang (f. 1953) - Elmar Nägele (f. 1953) - Elisabeth Rüdisser (f. 1953) - Reinhold Strieder (f. 1953) - Hans Hohenfellner (f. 1954) - Richard Nikolusi (f. 1954) - Markus Gohm (f. 1955) - Hermann Kaufmann (f. 1955) - Ernst Waibel (f. 1955) - Carlo Baumschlager (f. 1956) - Arno Bereiter (f. 1956) - Robert Felber (f. 1956) - Wolfgang Ritsch (f. 1956) - Angelo Roventa (f. 1956) - Peter Schaffer (f. 1956) - Erwin Werle (f. 1956) - Markus Dorner (f. 1960) - Christian Matt (f. 1961) | - Ulf Hiessberger (f. 1958) - Klaus P. Pfeifer (f. 1958) - Peter Martin (f. 1958) - Helmut Dietrich (f. 1957) - Hugo Dworzak (f. 1957) - Hans Ullrich Grassmann (f. 1957) - Dietmar Walser (f. 1957) - Much Untertrifaller (f. 1959) - Josef Fink (f. 1960) - Marina Hämmerle (f. 1960) - Armin Kathan (f. 1961) - Rainer Huchler (f. 1962) - Karl Schwärzler (f. 1962) - Markus Thurnher (f. 1962) - Christian Walch (f. 1962) - Walter Felder (f. 1963) - Daniel Sauter (f. 1963) - Kurt Schuster (f. 1963) - Gerhard Aicher (f. 1964) - Hans Peter Lang (f. 1964) - Christoph Kalb (f. 1964) - Peter Wimmer (f. 1964) - Alexander Früh (f. 1965) - Anton Nachbaur-Sturm (f. 1965) - Gerhard Zweier (f. 1965) - Philip Lutz (f. 1966) - Bernhard Marte (f. 1966) - Stefan Marte (f. 1967) - Ute Wimmer-Armellini (f. 1968) - Geli Salzmann (f. 1968) - Andreas Cukrowicz (f. 1969) - Oskar Leo Kaufmann (f. 1969) - Matthias Hein (f. 1971) | Kooperativer - AIX architects - Baukünstler Gruppe 16 - Baumschlager & Eberle - Architektengemeinschaft C4: Max Fohn Karl Sillaber Helmut Pfanner Friedrich Wengler - Dietrich/Untertrifaller - Fink/Thurnher - Gruppe Coparts: Heinz Wäger Rudolf Wäger Siegfried Wäger - Cooperative Dornbirn: Dietmar Eberle Markus Koch Wolfgang Juen Norbert Mittersteiner - Cukrowicz/Nachbaur - Gohm/Hiesberger - Kaufmann/Lenz - Marte/Marte - Walser/Werle - Hein/Troy - Dorner \ Matt Og mere end 70 andre arkitekter og kooperativer |

### Udstillinger
Udvalg:
- 1993: Første udstilling: finansieret med præmiepenge fra Hans Purin: Internationaler Kunstpreis des Landes Vorarlberg 1991
- 2006: Barokmesterbygger og Moderne Bauschule aus Vorarlberg: Architectura Practica, Vorarlberger Landesmuseum

## Infrastruktur
Hovedtrafikårene i Vorarlberg fører gennem Rhindalen, Walgau og Klostertal til Arlberg, hvorfra Vorarlberg trafikalt er forbundet til resten af Østrig. De to vigtigste vejforbindelser er motorvej A 14 Rheintal/Walgau Autobahn samt Arlberg Schnellstrasse S 16.
For den kollektive trafik er jernbanerne Vorarlbergbahn (nord-syd-trafik) og Arlbergbahn (øst-vest-trafik) de vigtigste forbindelser. Endvidere forbinder banelinjen Feldkirch-Buchs Vorarlberg med Schweiz via Liechtenstein. Herudover findes også den private jernbane Bludenz-Schruns (Montafonerbahn).
Vorarlberg har udover en flyveplads i Hohenems ikke en lufthavn. Den nærmeste østrigske lufthavn findes i Innsbruck.

## Erhverv og turisme
Vorarlberg blev tidligt udviklet som industriregion, hvor særligt tekstilindustrien har haft betydning for delstatens udvikling. Fra 1980'erne var tekstilindustrien imidlertid i kraftig tilbagegang, og i dag er industriproduktionen domineret af jern- og metalindustri samt finmekanik og elektronik. Ligeledes var landbruget tidligere meget selvforsynende, omend de var afhængige af, at handlende kunne transportere områdets specialiteter, bjergostenes Almkäse og Bergkäse, ud af regionen. Landbruget og de små mejerier har som sådan tabt deres økonomiske betydning, men branchen har formået at forny sig selv ved at omdanne deres traditionelle landbrug til at være mere turistvenlige, se Käsestraße Bregenzerwald. Turisme har i dag stor betydning for Vorarlbergs økonomi. Den største sektor i Vorarlberg er tjenesteydelser, hvor 62% er beskæftiget. 35% er beskæftiget indenfor industri og produktion, mens kun 3% er beskæftiget inden for landbrug.
Udviklingen i andelen af beskæftigelsen i Vorarlbergs industriproduktion ser således ud:
| Sektor                | 1981  | 2011  |
| --------------------- | ----- | ----- |
| Tekstil og beklædning | 49,0% | 7,9%  |
| Jern og metal         | 22,5% | 51,8% |
| Elektronik            | 5,8%  | 14,1% |
| Næringsmiddel         | 11,2% | 13,1% |
| Kemi, træ og papir    | 9,7%  | 11,7% |
| Øvrig industri        | 1,8%  | 1,4%  |

Vorarlbergs største eksportartikler er målt på værdi elektronik og maskiner (29%) og jern- og metalvarer (23%). EU er den største aftager med 62% af den samlede eksport. 

### Serviceydelser
I Vorarlberg er der 51 plejehjem med 2147 sengepladser i 1914 rum - heraf er 1755 enkeltværelser. I 2006 blev 3687 mennesker taget sig af, hvoraf 1152 kun var midlertidigt i et plejehjem (alle tal i 2006).
Prostitution er i praksis forbudt i Vorarlberg, da man kun må drive bordeller, der er godkendt af kommunalbestyrelsen, og der gives ikke sådanne tilladelser. I 2011 var der ca. 70-100 illegale bordeller - men kunderne tager også til Schweiz. 

### Energi
Elektricitet er i dag et grundlæggende element i Vorarlbergs økonomi, med vandkraft som den vigtigste energikilde. Denne strøm bliver hovedsageligt til dækning af spidsbelastningsperioder. Som et resultat af en aftale med den tyske delstat Baden-Württemberg udveksles spidsbelastningsstrøm med tysk strøm til grundforbrug i forholdet 1:4. I 2003 var Vorarlberg også den første region i Europa, der producerede mere vedvarende energi end de selv kunne forbruge. Strøm fra vedvarende energi fra Vorarlberg sælges derfor til det vestlige Allgäu i Tyskland, til Schweiz og andre østrigske delstater. Vorarlbergs største producent af strøm er Illwerke AG. De producerer 75% af Vorarlbergs elektricitet, hovedsageligt gennem vandkraft. Delstatens største el-udbyder er Vorarlberger Kraftwerke AG.

### Turisme
Turistbranchen i Vorarlberg, selv om landet er et etableret turistmål, antager en forholdsvis lille rolle for et alpint land. Bruttoværditilvæksten er ca. 6%.  I turiståret 2002/03, for eksempel, blev der registreret indtægter på 2,1 mia. Euro.
Branchen lå stabilt fra 1980'erne frem til 2000'erne, mellem 1980 og 2003 varierede antallet af overnatninger mellem 7,5 og 8,7 millioner om året. Udlændinge tegner sig for 88%, hvoraf tyskerne er ansvarlige for 74% (2003).
Den vigtigste turistregion var i 2003 Montafon (25%) efterfulgt af Kleinwalsertal og Bregenzerwald (ca. 20%), Arlberg, Bludenz og regionen Bodensee-Alpenrhein (ca. 12%). 
2,2 mio. gæster havde i 2012 i alt 8,5 mio. overnatninger i. 89% af overnatningerne blev foretaget af udenlandske gæster, hvoraf 65,7% kom fra Tyskland, 12,1% fra Schweiz og Liechtenstein og 9,0% fra Nederlandene mens kun 0,4% af overnattende gæster kom fra Danmark. 60% af overnatningerne finder sted i vintersæsonen og 40% i sommersæsonen.
Vorarlberg er altså et stærkt skiområde, hvor man kan komme på traditionel skiferie, men der er også muligheder for cross-country skiing og freeride, samt for at komme med hundeslæde og karet. Man bør også nævne "Ski Ride Vorarlberg", som er en kombination af at stå på ski, touring, samt freeriding, og turen går fra Kleinwalsertal i nord til Montafon i syd. Det foregår sammen med en guide, som fører gruppen både on- og off-piste, hvad der end er til rådighed og muligt i forhold til vejrligt. Hvert år afholdes i Skigebiet Schruns en afdeling af Snowboard World Cup-serien. Om sommeren kan man udforske bjergene med vandringer, på mountainbike, eller nyde aktiviteterne rundt om og på Bodensøen. Großes Walsertal er en naturpark, der er del af Unescos "Man and Biosphere"-program. Derudover er der masser af kirker og små altre langs vandrestierne, som man kender det fra både det sydlige Tyskland og bjergegnene i både Italien, Frankrig og Spanien.

#### Vintersportssteder
| Navn                    | Bebyggelser/landsbyer                         | Højde over havet in m | Lifte    | Pister i km |
| ----------------------- | --------------------------------------------- | --------------------- | -------- | ----------- |
| Alberschwende           | Alberschwende                                 | 0720–1200             | 0/1/7    |             |
| Andelsbuch              | Andelsbuch, Bezau                             | 0655–1715             | 2/2/5    | 20          |
| Bödele                  | Schwarzenberg, Dornbirn                       | 0710–1467             | 0/1/8    | 23          |
| Brandnertal             | Brand                                         | 0904–2000             | 2/7/5    | 55          |
| Damüls-Mellau           | Au, Damüls, Mellau                            | 0700–2007             | 2/11/4   | 90          |
| Diedamskopf             | Schoppernau                                   | 0850–2060             | 2/2/4    | 39          |
| Fontanella-Faschina     | Fontanella                                    | 1485–2000             | 0/2/2    | 15          |
| Frastanz - Gurtis       | Frastanz                                      | 0900–1400             | 0/0/3    | 5           |
| Gargellen               | Gargellen                                     | 1423–2300             | 1/2/5    | 47          |
| Golm                    | Tschagguns, Vandans, Matschwitz               | 0650–2110             | 3/3/3    | 26          |
| Grabs-Tschagguns        | Tschagguns                                    | 0700–1600             | 0/1/1    | 4           |
| Hirschberg              | Bizau                                         | 0800–1700             | 0/1/5    | 30          |
| Hochhäderich            | Hittisau                                      | 1300–1600             | 0/0/5    |             |
| Hochlitten Riefensberg  | Riefensberg                                   | 1000–1200             | 0/0/3    |             |
| Hohenems - Schuttannen  | Hohenems                                      | 1150–1320             | 0/0/2    | 4           |
| Kleinwalsertal          | Riezlern, Hirschegg, Mittelberg               | 0920–2030             | 4/13/15  | 56          |
| Kristberg-Silbertal     | Silbertal im Montafon                         | 0890–1600             | 1/0/2    | 4           |
| Laterns-Gapfohl         | Laterns, Innerlaterns                         | 0900–1785             | 0/2/4    | 27          |
| Muttersberg             | Bludenz                                       | 0600–1400             | 1/0/0    |             |
| Pfänder                 | Bregenz                                       | 0421–1064             | 1/0/2    | 6           |
| Schetteregg             | Egg im Bregenzerwald                          | 1100–1400             | 0/5/1    |             |
| Silvretta Montafon      | Schruns, Silbertal, St. Gallenkirch, Gaschurn | 0700–2430             | 7/15/18  | 155         |
| Ski Arlberg             | Lech, Schröcken, Stuben, Warth, Zürs          | 1300–2800             | 16/34/49 | 350         |
| Sonnenkopf              | Wald am Arlberg                               | 1000–2300             | 1/4/5    | 39          |
| Sonntag                 | Sonntag                                       | 0900–1750             | 1/1/1    | 8           |
| Übersaxen - Gröllerkopf | Übersaxen                                     | 1000–1200             | 0/0/2    | 3           |
| Wald am Arlberg         | Wald am Arlberg, Innerwald                    | 1030–2280             |          |             |
| Zwischenwasser - Furx   | Zwischenwasser                                | 0900–1200             | 0/0/2    |             |

### Tendenser
Vorarlbergs økonomiske udvikling blev vurderet som værende meget positiv i 2000'erne og blev anset for at være mere dynamisk end nabolandes. 
Vorarlbergs økonomi påvirkes dog for øjeblikket af strukturelle ændringer, idet man f.eks. flytter eller lukker større tekstvirksomheder med dertil følgende stigende brancheledighed. Arbejdsløshedsprocenten i Vorarlberg var i 2012 5,6%, cirka 0,9 procentpoint under det østrigske gennemsnit. 

## Videregående uddannelser og forskningsinstitutioner
- Fachhochschule Vorarlberg
- Zentrum für Fernstudien (JKU/Fernuniversität Hagen) [38]
- Institut für Atemgasanalytik
- Vorarlberger Institut für vaskuläre Medzin (VIVIT)
- Vorarlberger Landeskonservatorium
- Pädagogische Hochschule Vorarlberg